# Білолипецький Степан Юхимович
Степан Юхимович Білолипецький (Бєлоліпецький) (1905, село Сукмановка Борисоглібського повіту Тамбовської губернії, нині Воронезької області, Російська Федерація — травень 1987, місто Москва, Російська Федерація) — радянський діяч органів держбезпеки, генерал-майор, міністр (народний комісар) внутрішніх справ Чуваської АРСР, начальник УМВС по Курській області. Депутат Верховної Ради СРСР 1—2-го скликань (1941—1950).

## Біографія
Народився в родині селянина-середняка. У 1916 році закінчив сільську школу. З липня 1916 по 1924 рік працював у господарстві батька в рідному селі. Вчився 2,5 роки в гімназії, у 1920 році закінчив два класи школи 2-го ступеня в селі Сукманівці.
У 1924 році — землекоп на залізничній станції Чертково. У 1925 році — чорнороб у буряковому радгоспі. З 1926 по 1927 рік — лісоруб в Покровському лісництві Орєхово-Зуєвського району. У 1926 році вступив до комсомолу. У 1927 році працював лісорубом в Каширському лісництві.
У 1928—1929 роках — субстрахагент Русановського районного страхового агентства. У травні 1928—1929 роках — секретар осередку ВЛКСМ, з листопада 1929 по 1930 рік — заступник голови сільської ради в Русановському районі. У 1930 — квітні 1931 року — голова сільської ради села Сукмановка; голова сільської ради села Терновка.
У травні 1931 — липні 1932 року — діловод-машиніст Русановського і Терновського районних відділів ДПУ Центрально-Чорноземної області. У липні 1932 — жовтні 1933 року — помічник уповноваженого, уповноважений Грязинського районного відділу ДПУ Центрально-Чорноземної області.
Член ВКП(б) з жовтня 1932 року.
У жовтні 1933 — вересні 1935 року — уповноважений секретно-політичного відділу Уманського оперативного сектора ДПУ—НКВС.
У вересні 1935 — грудні 1937 року — начальник Нижньодєвицького районного відділу НКВС.
У грудні 1937 — липні 1938 року — начальник 6-го відділення 3-го відділу УДБ УНКВС по Воронезькій області.
У липні 1938 — лютому 1939 року — заступник начальника відділення 6-го відділу ГУДБ НКВС СРСР, старший оперативний уповноважений 4-го відділу ГУДБ НКВС СРСР. У лютому 1939 — вересні 1940 року — старший слідчий слідчої частини ГУДБ НКВС СРСР.
24 вересня 1940 — 26 лютого 1941 року — народний комісар внутрішніх справ Чуваської АРСР. 26 лютого — 31 липня 1941 року — народний комісар державної безпеки Чуваської АРСР. 31 липня 1941 — лютий 1948 року — народний комісар (міністр) внутрішніх справ Чуваської АРСР.
13 лютого 1948 — 6 жовтня 1950 року — начальник Управління МВС по Курській області.
У березні — вересні 1951 року — начальник управління Лугового табору МВС СРСР. У жовтні 1951 — січні 1952 року — начальник будівельно-монтажного управління в складі Будівництва № 565 МВС СРСР. У січні 1952 — лютому 1953 року — начальник виправно-трудового табору «ГА».
У березня — 25 листопада 1953 року — старший слідчий слідчої частини з особливо важливих справ МВС СРСР.
29 грудня 1953 року звільнений з МВС СРСР «через службову невідповідність». Позбавлений звання генерал-майора 3 січня 1955 року Постановою РМ СРСР № 9—4сс «як такий, що дискредитував себе за час роботи в органах... і негідний в зв'язку з цим високого звання генерала».
Потім — на пенсії.

## Звання
- молодший лейтенант державної безпеки (2.03.1936)
- лейтенант державної безпеки (5.08.1938)
- капітан державної безпеки (24.09.1940)
- полковник державної безпеки (14.02.1943)
- комісар державної безпеки (22.02.1945)
- генерал-майор (9.07.1945 — 3.01.1955)

## Нагороди
- орден Трудового Червоного Прапора (6.07.1945)
- чотири ордени Червоної Зірки (20.09.1943, 1943, 16.09.1945, 1946)
- медалі
- знак «Заслужений працівник НКВС» (4.02.1942)